# Sainte-Agathe-en-Donzy
Sainte-Agathe-en-Donzy är en kommun i departementet Loire i regionen Auvergne-Rhône-Alpes i centrala Frankrike. Kommunen ligger i kantonen Néronde som tillhör arrondissementet Roanne. År 2022 hade Sainte-Agathe-en-Donzy 117 invånare.

## Befolkningsutveckling
Antalet invånare i kommunen Sainte-Agathe-en-Donzy
| Referens: INSEE |